# Râul Odvoș
Râul Odvoș este un curs de apă, afluent al râului Mureș. 